# Apospasta stigma
Apospasta stigma là một loài bướm đêm trong họ Noctuidae.